# Ланузеї

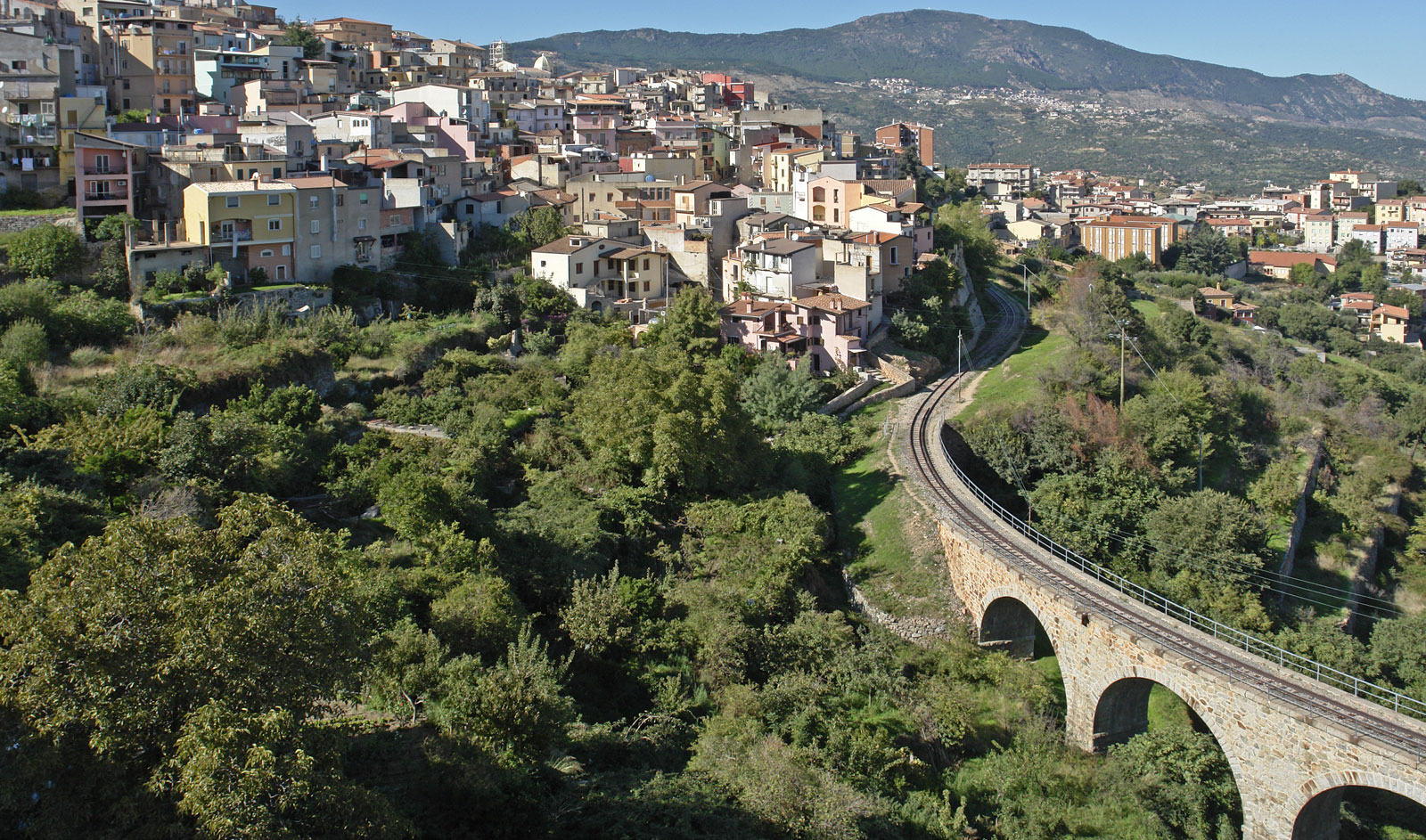
Вид на місто.

Ланузеї (італ. Lanusei, сард. Lanusèi) — муніципалітет в Італії, у регіоні Сардинія, столиця провінції Ольястра.
Розташований на відстані близько 340 км на південний захід від Рима, 85 км на північний схід від Кальярі, 11 км на південний захід від Тортолі.
Населення — 5504 особи (2014).
Покровитель — Марія Магдалина.

## Демографія
Населення за роками:

Станом на 1 січня 2023 року в муніципалітеті офіційно проживало 108 іноземців з 29 країн, серед них 41 громадянин країн Євросоюзу та 9 громадян України.

## Сусідні муніципалітети
- Арцана
- Барі-Сардо
- Кардеду
- Еліні
- Гаїро
- Ільбоно
- Єрцу
- Лочері
- Озіні
- Тертенія

## Галерея зображень

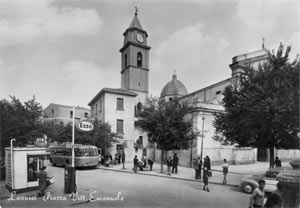
Cattedrale della città, Chiesa di Santa Maria Maddalena
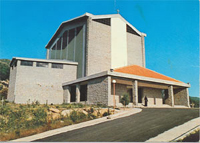
Santuario dei francescani, Madonna d'Ogliastra
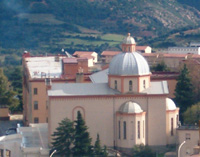
Chiesa sede dei salesiani, Tempio di Don Bosco
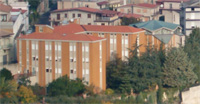
Sede delle Figlie Eucaristiche, Chiesa di Cristo Re